# محمدرضا امیرتیمور کلالی
محمدرضا امیرتیمور کلالی(۱۳۰۰–۱۳۵۵) دیپلمات و سفیر اسبق ایران در هندوستان، روسیه، بریتانیا بود.
محمدرضا امیرتیمور کلالی پسر ارشد محمدابراهیم امیرتیمور کلالی (ملقب به سردار نصرت) و حاجب دولو نیر عظمی بود. وی برادر ناهید امیر تیمور کلالی همسر اولین رئیس‌جمهور پاکستان است.
وی با افسر آریانا ازدواج کرده و دو فرزند به نام‌های شاهرخ و رؤیا داشت.

## فعالیت‌های اداری
کلالی از افراد شاغل در وزرات خارجه بود و مناسب متعددی در وزارت خارجه داشت. از جمله این مشاغل می‌توان به رئیس اداره اول سیاسی (امور اعراب و ترکیه)، سفیر ایران در شوروی، سفارت ایران در هندوستان (۱۳۴۲ تا ۱۳۵۰) و سفیر ایران در شوروی(۱۳۵۰–۱۳۵۳)، سفیر ایران در انگلستان (۱۳۵۳ تا ۱۳۵۵) بر عهده داشت.
وی در سال ۱۳۵۵ به دلیل باخت‌های بسیار بالا (۲ میلیون تومان) و در ۱۵ خرداد ۱۳۵۵ در لندن خودکشی کرد.
او از سوی دولت وقت ایران مأموریت یافت که روابط ایران و مسکو را بهبود ببخشد و در همین راستا ترتیب خرید جنگ‌افزار از شوروی، به مبلغ ۵۵۰ میلیون دلار را انجام داد. از جمله این تجهیزات می‌توان به وسایل نقلیه ارتش ایران اشاره کرد که توسط شوروی ساخته شده و به صورت پایاپای در ازای تحویل گاز ایران تحویل داده شد.